# IC 4181
IC 4181 је спирална галаксија у сазвјежђу Береникина коса која се налази на листи објеката дубоког неба у Индекс каталогу.
Деклинација објекта је + 21° 29' 38" а ректасцензија 13h 6m 6,4s. Привидна величина (магнитуда) објекта IC 4181 износи 15,4 а фотографска магнитуда 16,2.